# Cinnyris chalybeus
Cinnyris chalybeus là một loài chim trong họ Nectariniidae.

## Hình ảnh

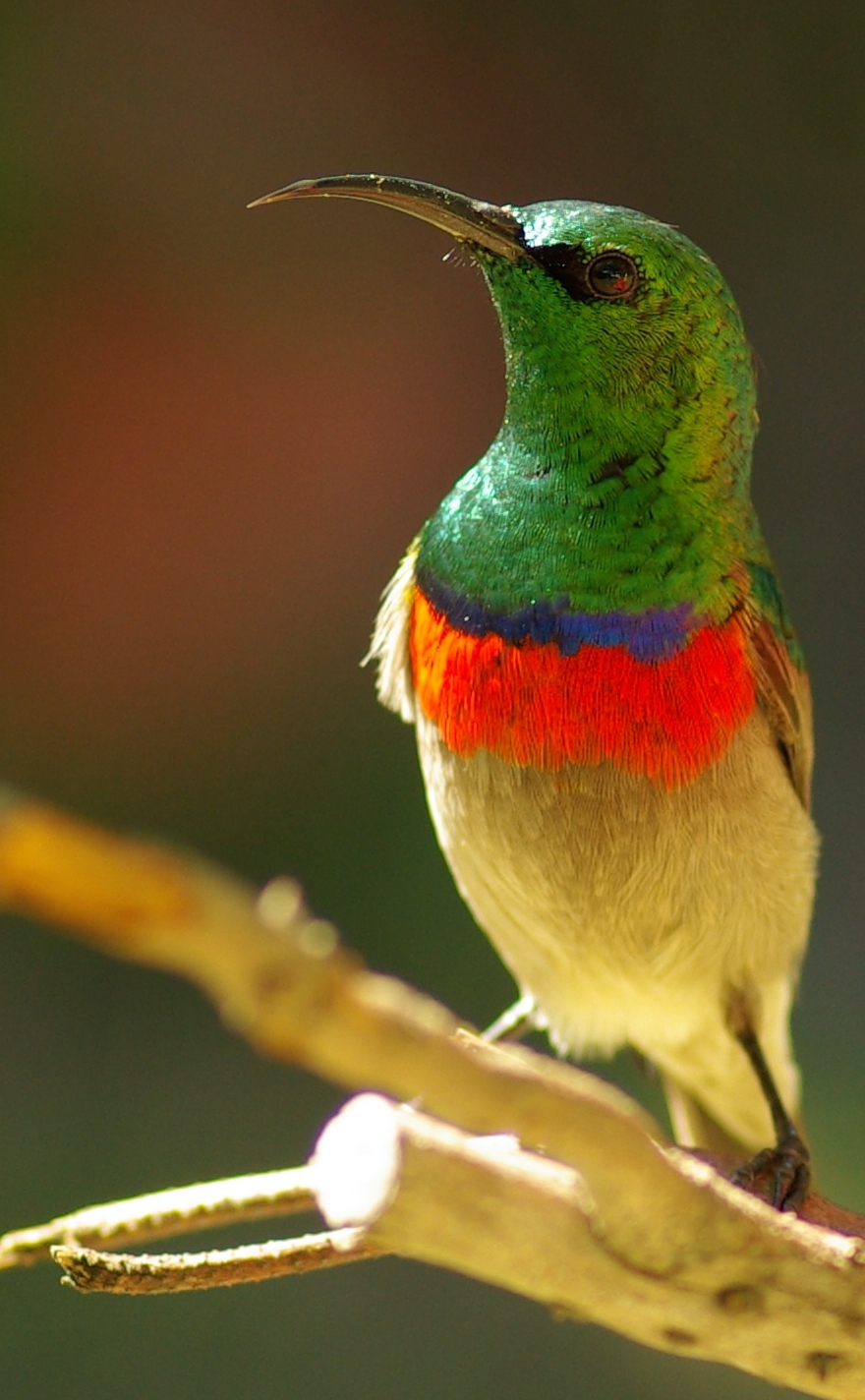
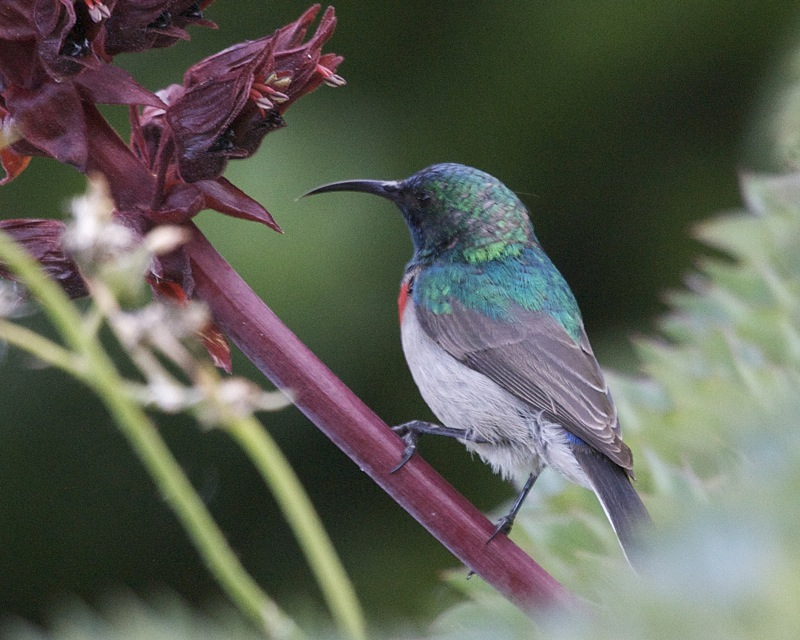
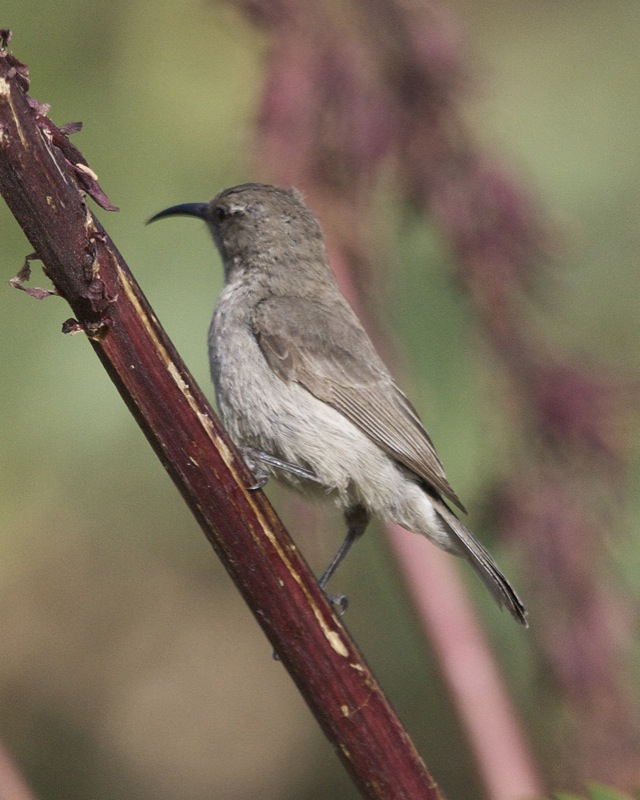
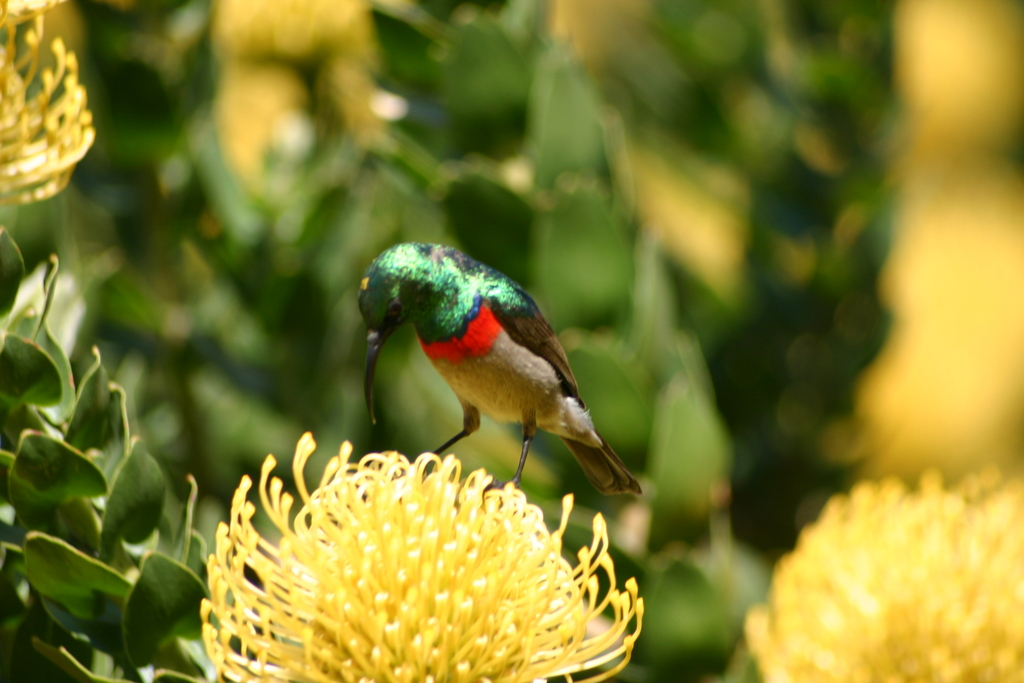
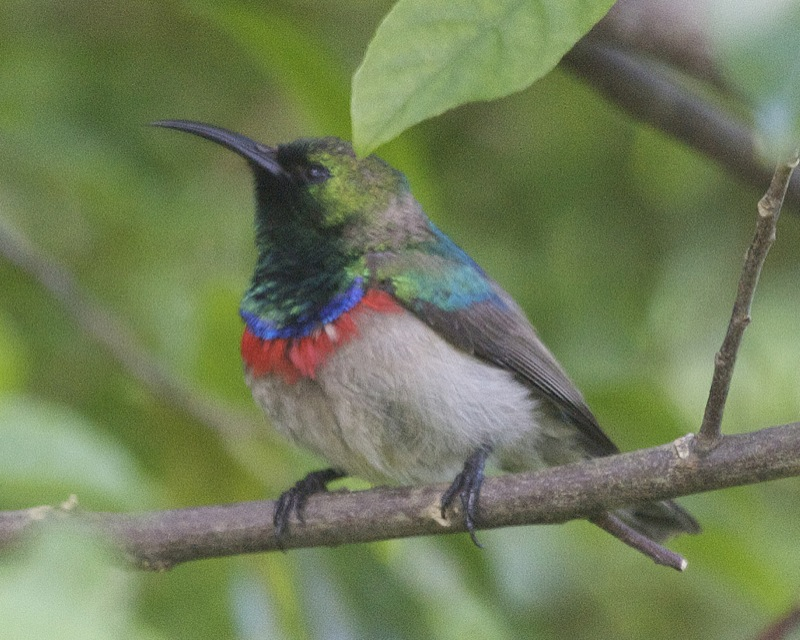